# Doto coronata
Doto coronata är en snäckart som först beskrevs av Gmelin 1791. Enligt Catalogue of Life ingår Doto coronata i släktet Doto och familjen Dotoidae, men enligt Dyntaxa är tillhörigheten istället släktet Doto och familjen kottesniglar. Arten är reproducerande i Sverige. Inga underarter finns listade i Catalogue of Life.

## Bildgalleri

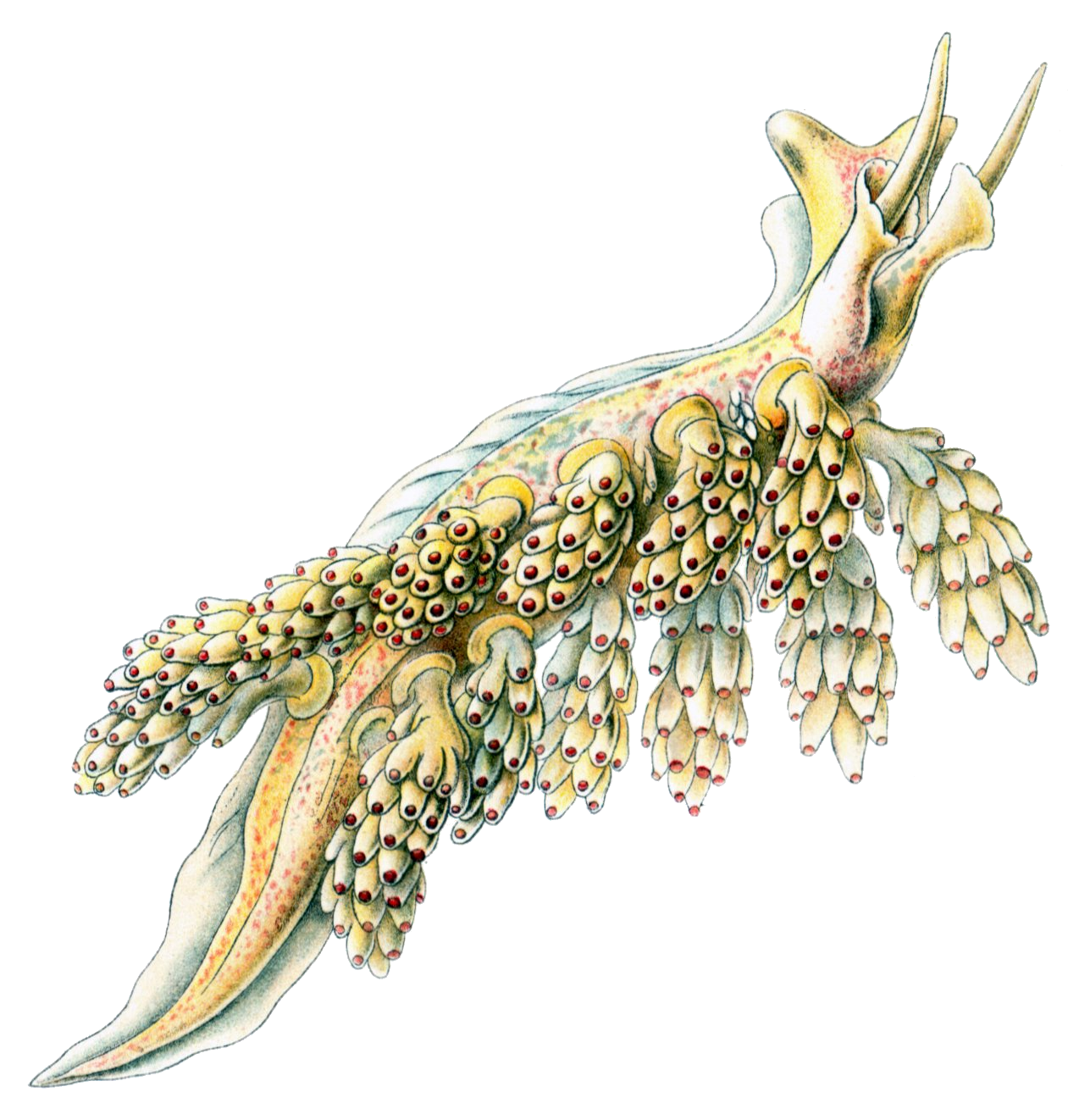